# 李觀熙
李觀熙（韓語：이관희，1956年1月16日—），韓國電視劇導演。

## 作品列表

### 電視劇
- 1998年：MBC《總有艷陽天》
- 2000年：MBC《媽媽姊姊》
- 2003年：SBS《千年之愛》
- 2004年：MBC《皇太子的初戀》
- 2005年：SBS《那夏天的颱風》
- 2008年：MBC《我的女人》
- 2013年：JTBC《老大》

### 製作作品
- 1998年：MBC《總有艷陽天》

### 企劃作品
- 1998年：MBC《總有艷陽天》

## 外部連結
- NAVER （页面存档备份，存于）